# Newsarama
Newsarama es un sitio web estadounidense dedicado a los dibujos animados que ofrece noticias, análisis de los álbumes y entrevistas con los autores. También cuenta con un foro para los lectores. En 2004 y 2006 ganó en diferentes categorías del Premio Eagle, y en 2008 recibió un Premio Eisner.